# هوارد إل. مورغان
هوارد إل. مورغان (بالإنجليزية: Howard L. Morgan)‏ هو شخصية أعمال أمريكي، ولد في 14 نوفمبر 1945 في نيويورك في الولايات المتحدة.

## وصلات خارجية
- الموقع الرسمي